# Кралечка
«Кралечка» (англ. The Sweetest Thing) — американська комедія 2002 року з Кемерон Діас у головній ролі.

## Сюжет
Крістіна Волтерс і Кортні Роккліфф беруть свою сусідку по кімнаті Джейн в місто, щоб спробувати полегшити її депресію, спричинену розривом стосунків з її бойфрендом. Під час спроб знайти Джейн нового «містера прямо зараз» Крістіна зустрічає Пітера Донаг'ю. Роками уникаючи постійних стосунків з чоловіками, вона раптово вирішила, що зустріла ідеальну пару для себе. Втративши нагоду добре познайомитися з Пітером тієї ночі, Крістіна з Кортні їде на весілля його брата.

## У ролях
| Актор             | Роль             |
| ----------------- | ---------------- |
| Кемерон Діас      | Крістіна Волтерс |
| Крістіна Епплгейт | Кортні Роккліфф  |
| Сельма Блер       | Джейн            |
| Томас Джейн       | Пітер Донаг'ю    |
| Джейсон Бейтман   | Роджер Донаг'ю   |
| Паркер Поузі      | Джудді Вебб      |
| Ненсі Прідді      | місіс Франклін   |

## Критика
На Rotten Tomatoes фільм отримав оцінку 26% на основі 111 відгуків від критиків і 65% від більш ніж 100 000 глядачів. Незважаючи на те, що фільм отримав негативні відгуки критиків, він був успішним в прокаті, зібравши 68,7 мільйонів $.